# Storia degli Arizona Cardinals

Il logo degli Arizona Cardinals.

Gli Arizona Cardinals sono un club di football americano professionistico. Sono la più vecchia franchigia esistente negli Stati Uniti: in precedenza dal 1898 al 1959 hanno avuto sede a Chicago e dal 1960 al 1987 a Saint Louis.

## Chicago Cardinals

### Anni venti
Nel 1898 l'imprenditore edile di Chicago Chris O'Brien fondò una squadra amatoriale di football chiamata Morgan Athletic Club. O'Brien in seguito trasferì la squadra al Normal Park di Chicago, ridenominandola Racine Normals, dal momento che Normal Park si trovava a Racine Avenue. Nel 1901 O'Brien acquistò delle uniformi color vinaccia dalla University of Chicago, i colori delle quali erano sbiaditi, portando O'Brien ad esclamare "Queste non sono vinaccia, sono rosso cardinalizio!" Fu così che la squadra cambiò nome in Racine Cardinals.

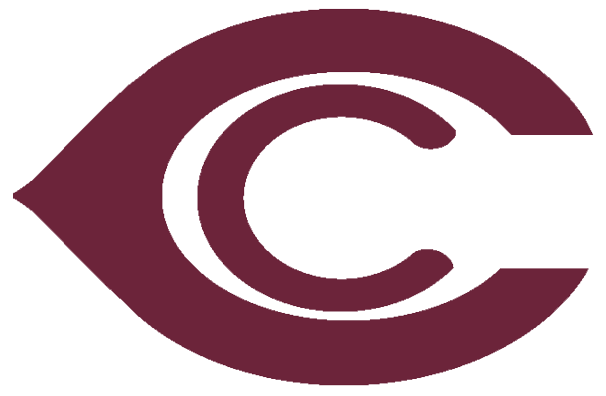
Il logo dei Chicago Cardinals.

Gli originali Racine Cardinals cessarono le loro operazioni 1906, in particolare per la mancanza di competizione locale. Una squadra professionista fu fondata col tale nome nel 1913, affermando che la precedente squadra fosse parte della propria storia. Come accadde alla maggior parte delle squadre professionistiche nel 1918, la squadra fu costretta a sospendere le proprie attività a causa della prima guerra mondiale e per il diffondersi dell'influenza spagnola. Queste ripresero l'anno successivo, continuando da lì in poi ininterrottamente.

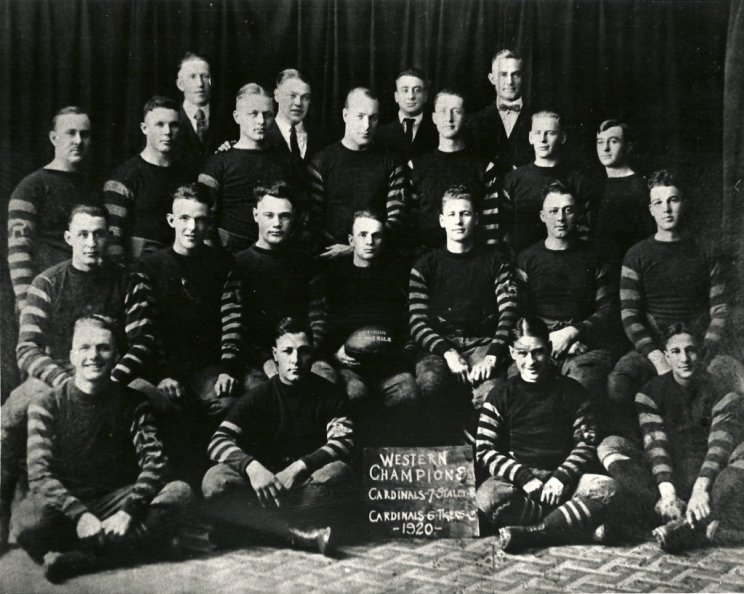
I Chicago Cardinals nel 1920.

All'epoca della fondazione della moderna National Football League, i Cardinals erano parte di un circuito professionistico nell'area di Chicago. Squadre come i Decatur Staleys (i futuri Chicago Bears), gli Hammond Pros, i Chicago Tigers e i Cardinals avevano formato una sorta di campionato simile a quelli che si tenevano nell'Ohio e a New York, che emersero come i nuclei da cui sarebbe sorta la nuova lega.
Nel 1920 la squadra fu una dei membri fondatori dell'American Professional Football Association (che divenne la NFL nel 1922), per una quota d'ingresso di cento dollari. I Cardinals e i Bears sono le uniche società fondatrici ancora in vita, anche se i Green Bay Packers, che si unirono alla lega nel 1921, esistevano prima della formazione della NFL. La persona che fece da segretario durante la prima riunione della lega, con scarsa conoscenza del football di Chicago, registrò i Cardinals come provenienti da Racine, nel Wisconsin. La squadra fu rinominata Chicago Cardinals nel 1922 quando una squadra veramente di Racine (gli Horlick-Racine Legion) entrò nella lega. Quella stagione la squadra si trasferì a Comiskey Park.
Gli Staleys e i Cardinals si affrontarono per due volte nel 1920, come Racine Cardinals e Decatur Staleys, rendendo la loro rivalità la più antica della NFL. Vinsero una gara a testa, quella disputata in casa. Nella vittoria dei Cardinals per 7-6 sugli Staleys nel loro primo incontro della stagione, entrambe le squadre segnarono un touchdown su recupero di fumble, ma gli Staleys fallirono il loro tentativo di extra point.
La vittoria dei Cardinals sugli Staleys si rivelò decisiva, dal momento che la squadra avversaria, di proprietà di George Halas, concluse con un record di 10-1-2, con un record nella lega di 5-1-2. Gli Akron Pros furono i primi campioni con un bilancio di 8-0-3, 6-0-3 nella, concludendo la loro stagione con un pareggio per 0-0 sugli Staleys. Dal momento che ai Pros sarebbe bastato un pareggio per vincere la partita, potevano permettersi di giocare per non perdere. Se gli Staleys non avessero perso coi Cardinals, avrebbero vinto il titolo, cosa che intensificò la rivalità tra i due club.
Le due squadre pareggiarono nel 1921, quando gli Staleys vinsero tutte le gare tranne due, coi Cardinals che arrivarono a un punto dal costare ai rivali il secondo titolo consecutivo. L'anno successivo gli Staleys, divenuti Bears, conclusero sul 9-3-0, perdendo entrambe le sfide coi Cardinals. I Bears riuscirono comunque a superare i Cardinals nella sfida per il secondo posto in campionato, ma quelle sconfitte costarono loro la possibilità di ripetersi come campioni.
Nel 1923 e 1924, i Bears ebbero la meglio sui Cardinals tutte e tre le volte che squadre si affrontarono. Nel 1925 però, i Bears ebbero un record parziale di 0-1-1 contro i Cardinals, con quel pareggio che significò che questi ultimi avevano solo mezza gara di ritardo in classifica nei confronti dei Pottsville Maroons, prima del loro scontro decisivo del 1925.
Nei primi anni di esistenza della NFL, le sfide Bears-Cardinals avevano avuto un impatto diretto sull'assegnazione del titolo in sei occasioni. Entrambe le squadre portarono a casa un campionato a testa in quell'occasione. I Bears erano una squadra dominante contro chiunque, tranne contro la tenacia dei Cardinals, che li misero spesso in difficoltà nei primi anni della lega. Nel periodo 1920-1925, i Canton Bulldogs, campioni nel 1922 e 1923, batterono i Bears solo due volte e nessun'altra squadra li aveva superati per più di una volta, eccetto appunto i Cardinals. Questi ebbero un record di 4-4-2 in quell'arco di tempo, cementando la prima rivalità della storia della NFL.

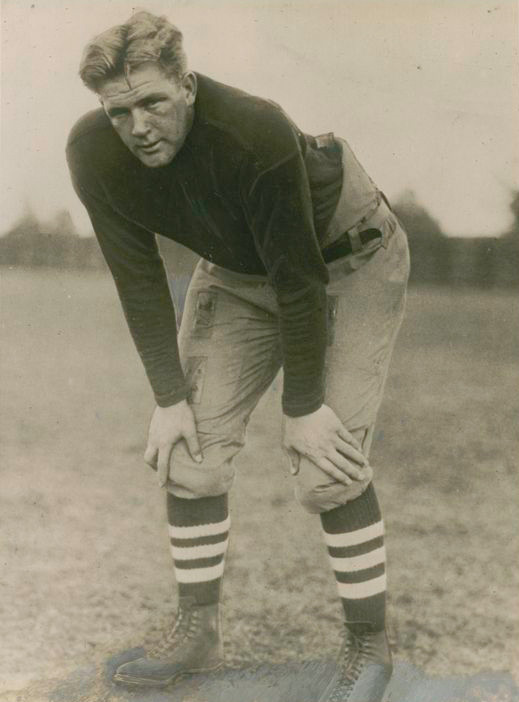
Ernie Nevers fu una delle prime stelle della squadra.

La stagione 1925 si concluse con quella che è forse la maggior controversia della storia del football professionistico. In quei giorni, non vi erano né un calendario fisso né partite di playoff. Il campionato veniva vinto alla percentuale di vittorie. Nel finale di stagione, dopo avere perso nel bel mezzo di una bufera di neve a Chicago contro i Pottsville Maroons per 21-7, i Cardinals si trovarono al secondo posto. Nella speranza di migliorare il proprio record, organizzarono frettolosamente e vinsero due gare contro due squadre più deboli, i Milwaukee Badgers e gli Hammond Pros. Lo stratagemma era consentito dalle regole della lega di quel tempo a causa appunto del calendario non definito. Chicago concluse l'annata con un record di 11-2-1. Tuttavia, la lega li sanzionò perché un giocatore di Chicago, Art Folz, aveva ingaggiato quattro giocatori delle scuole superiori di Chicago per giocare tra le file dei Milwaukee Badgers per giocare sotto falso nome e assicurare la vittoria ai Cardinals.
Nel frattempo, poiché Pottsville aveva disputato una gara di esibizione non autorizzata a Filadelfia contro una selezione dei migliori giocatori di Notre Dame, i Maroons furono privati del titolo. La lega decise di non assegnare il titolo del 1925. In seguito, però, questo fu offerto ai Cardinals, il cui proprietario, Chris O'Brien, rifiutò di accettarlo, non sentendolo di meritarlo. Fu solo dopo che la famiglia Bidwill acquistò i Cardinals nel 1933 che la franchigia iniziò a rivendicare il titolo del 1925 come proprio.
I Chicago Cardinals furono una delle poche squadre della NFL ad avere tra le proprie file giocatori afroamericani negli anni venti, in particolare Duke Slater, unitosi con successo alla squadra, contro ogni pronostico, dopo il fallimento della prima versione della American Football League dopo una sola stagione. Non solo Slater fu il primo afroamericano a giocare nel ruolo di tackle nella storia del football professionistico, ma fu anche uno dei migliori della sua epoca in quel ruolo. Nel 1928 incoraggiò la squadra a firmare Harold Bradley Sr., che divenne il secondo lineman di colore della lega. Slater e Bradley giocarono fianco a fianco nelle prime due gare della stagione 1928, dopo di che Bradley fu costretto al ritiro per un problema fisico. Il 28 novembre 1929, Slater contribuì a un record NFL quando bloccò per Ernie Nevers che segnò sei touchdown su corsa nella vittoria per 40-6 sui Chicago Bears. Slater giocò tutti i 60 minuti di quella gara, sia in attacco che in difesa che negli special team.

### Anni trenta
I Cardinals ebbero un record positivo solo per due stagioni nelle venti che seguirono al titolo del (1931 e 1935). In quel periodo, vi fu una striscia di dieci stagioni consecutive con un bilancio negativo tra il 1936 e il 1945.
Il Dr. David Jones acquistò la squadra da O'Brien nel 1929. Nel 1932 questa fu acquisita da Charles W. Bidwill, allora vicepresidente dei Chicago Bears. Da allora la squadra è sempre stata in mano alla famiglia Bidwill.

### Anni quaranta

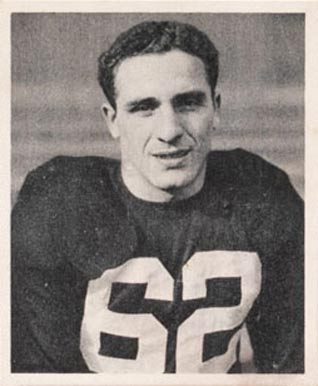
L'Hall of Famer Charley Trippi.

Nel 1944, a causa della scarsità di giocatori per via della seconda guerra mondiale, i Cardinals e i Pittsburgh Steelers si fusero per una stagione, divenendo noti come "Card-Pitt", o in maniera derisoria "Carpets" ("tappeti") dal momento che non vinsero alcuna gara quell'anno. Nel 1945 i Cardinals interruppero la loro lunga striscia negativa (un record NFL di 29 gare, a partire dal 1942 e inclusa l'unica stagione come Card-Pitt) battendo i Bears 16-7. Fu la loro unica vittoria quell'anno. Nel 1946 la squadra tornò a un record di 6-5.
Nel 1947 la lega standardizzò la stagione a 12 partite. Quella fu la stagione più celebrata della storia dei Cardinals, terminata con un record di 9-3, battendo i Philadelphia Eagles nella finale di campionato per 28-21 grazie al loro celebre "Million-Dollar Backfield", che includeva il quarterback Paul Christman, gli halfback Charley Trippi ed Elmer Angsman e il fullback Pat Harder, che corse 282 yard. Tuttavia, Bidwill non poté assistervi, essendo deceduto prima dell'inizio della stagione, lasciando la squadra alla moglie Violet. Egli tuttavia era riuscito a battere i Chicago Rockets della nuova All-America Football Conference per assicurarsi i diritti su Trippi. Quella firma fu considerata il pezzo finale nella costruzione di una squadra da titolo. L'anno successivo, i Cardinals conclusero con un record di 11-1 tornando in finale, perdendo 7-0 con gli Eagles, in mezzo a una bufera di neve. Fu quella la prima finale di campionato ad essere trasmessa in televisione. L'anno seguente, Violet Bidwill sposò l'imprenditore di Saint Louis Walter Wolfner, con la squadra che scese a 6-5-1.

### Anni cinquanta
Gli anni cinquanta furono un periodo di negativo per i Cardinals, terminando con record di 5-7 (1950), 3-9 (1951), 4-8 (1952), 1-10-1 (1953), 2-10 (1954), 4-7-1 (1955), 7-5 (1956; il migliore del decennio), 3-9 (1957), 2-9-1 (1958) e 2-10 (1959). Con sole 33 vittorie in dieci stagioni, i Cardinals furono quasi dimenticati a Chicago, venendo completamente oscurati dai Bears. Con l'affluenza in calo e la squadra quasi in bancarotta, i Bidwill erano ansiosi di trasferire i Cardinals in un'altra città. Tuttavia, la NFL chiedeva una tassa per il trasferimento che la franchigia non voleva e non era in grado di pagare. Bisogni di liquidità, i Bidwill ricevettero offerte da diversi investitori, inclusi Lamar Hunt, Bud Adams, Bob Howsam e Max Winter. Ad ogni modo, queste trattative non portarono a nulla, probabilmente perché la famiglia intendeva mantenere il controllo della squadra e cedere solamente una quota di minoranza della società.
Non essendo riusciti uno dopo l'altro ad acquistare i Cardinals, Hunt, Adams, Howsam e Winter unirono le loro forze per formare la American Football League. Trovatasi improvvisamente ad affrontare una pericolosa rivale, la NFL si accordò coi Bidwill, permettendo loro di trasferirsi a Saint Louis, che era visto come un potenziale mercato dove poteva mettere radici la AFL.

## St. Louis Cardinals
La proprietaria dei Chicago Cardinals Violet Bidwill sposò l'imprenditore di Saint Louis Walter Wolfner nel 1949, due anni dopo avere ereditato la squadra dal suo primo marito, Charles Bidwill. Quando divenne ovvio che i Cardinals non sarebbero più stati in grado di competere con Chicago Bears, sembrò logico trasferire la squadra a Saint Louis.

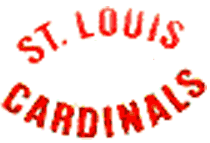
Il logo dei St. Louis Cardinals.

La NFL condusse un'indagine a Saint Louis e concluse che la città sarebbe stata in grado di sostenere la squadra. I 12 proprietari della lega approvarono all'unanimità il trasferimento, concludendo i 62 anni di permanenza a Chicago. Nel periodo in cui i Cardinals rimasero a Saint Louis, la città ebbe due formazioni chiamate in tale modo (quella di football e quella di baseball). I tifosi utilizzarono i termini "football Cardinals" e "baseball Cardinals" per distinguerle. Per evitare la confusione, la NFL contemplò un cambiamento del nome Cardinals ma abbandonò l'idea (anche se nei primi anni della NFL, numerose squadre prendevano il nome dalle locali squadre di baseball, direttamente o indirettamente). La squadra di football condivise lo Sportsman's Park con quella di baseball. Tuttavia, Saint Louis non aveva più avuto una squadra di football dai primi giorni della NFL e non si vendevano molti biglietti. La loro prima gara casalinga fu una sconfitta contro i Giants il 2 ottobre 1960, terminando l'annata con un record di 6-5-1. Nel 1961 salirono a 7-7, nel primo anno col calendario allargato a 14 gare, mentre scesero a 4-9-1 nel 1962. Migliorarono ancora con 9-5 nel 1963, raggiungendo quasi i playoff.
Nel corso dei 28 anni dei Cardinals a Saint Louis, la squadra raggiunse i playoff solo per tre volte (1974, 1975 e 1982), senza mai ospitarne una gara. Malgrado quello che è considerato un periodo di magre soddisfazioni sul campo, a Saint Louis il loro record fu di 187 vittorie, 202 sconfitte e 13 pareggi (48,1% di vittorie), nettamente il migliore delle tre città in cui i Cardinals sono stati ospitati.

### Anni sessanta
I nuovi St. Louis football Cardinals furono competitivi per la maggior parte degli anni sessanta, pur non raggiungendo mai playoff (all'epoca vi si qualificavano solo quattro squadre). Emersero nuove stelle come Larry Wilson, Charley Johnson, Jim Bakken, Sonny Randle e Jim Hart. Violet Bidwill Wolfner morì nel 1962 e i suoi figli, Bill e Charles, Jr., presero il controllo della squadra.
Nel 1964 i Bidwill, insoddisfatti di Saint Louis, considerarono di trasferire la squadra ad Atlanta, in Georgia. Volevano un nuovo stadio e la città stava progettando di costruirne uno. Tuttavia, Saint Louis li persuase a rimanere promettendo un nuovo stadio, quello che sarebbe divenuto il Busch Memorial Stadium (un nuovo expansion team, i Falcons, sarebbe stato creato per Atlanta).
Nel 1965 un'ottima partenza con un bilancio di 4-1 fu vanificata terminando con un record di 5-9. L'anno successivo il club si trovava in testa alla Eastern Conference con un record di 8-2-1 record, ma una sconfitta contro i Dallas Cowboys, diede il via a una striscia di tre sconfitte consecutive, facendo terminare St. Louis sul 8-5-1.
Nel 1968 i Cardinals conclusero con un record di 9-4-1 ma una sconfitta contro i mediocri San Francisco 49ers e un pareggio contro gli ancora peggiori Pittsburgh Steelers li tennero fuori dai playoff. St. Louis scese a un record di 4-9-1 nel 1969, ma quella stagione vide il debutto di Roger Wehrli, una safety stella della University of Missouri, che giocò per 14 stagioni con i Cardinals e fu inserito nella Pro Football Hall of Fame nel 2007.

### Anni settanta
Nel 1970 i Cardinals furono inseriti nella nuova NFC East dopo la fusione AFL-NFL. Nel mese di novembre vinsero tre gare consecutive senza subire alcun punto, contro Houston Oilers, Boston Patriots e Cowboys, l'ultima delle quali fu un 38-0 nel Monday Night Football al Cotton Bowl. St. Louis però collassò nel mese successivo, perdendo contro New York Giants, Detroit Lions e Washington Redskins e terminando con un bilancio di 8-5-1 ancora fuori dalla post-season. Nei tre anni successivi, il club regredì terminando sempre con un record di 4-9-1. Bill Bidwill divenne l'unico proprietario nel 1972, carica che conserva ancora ai giorni nostri. Solo i New York Giants e i Chicago Bears sono stati nelle mani di una sola famiglia più a lungo dei Cardinals.

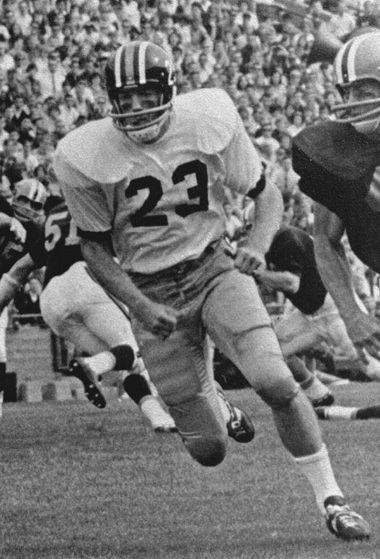
L'Hall of Famer Roger Wehrli giocò per tutta la carriera con i Cardinals.

Larry Wilson si ritirò dopo la stagione 1972 e, nel 1973, Don Coryell, che aveva fatto le fortune della San Diego State University, divenne il capo-allenatore. Il club vinse tutte le prime sette partite della stagione 1974, conquistando il suo primo titolo di division dal 1948. Nella prima gara di playoff sempre dal 1948, St. Louis si portò in vantaggio a inizio partita per 7-0 sui Minnesota Vikings in trasferta ma finì col venire sconfitta per 30-14.
I Cardinals rivinsero la propria division nel 1975, affrontando i Los Angeles Rams in trasferta nei playoff: il running back avversario Lawrence McCutcheon stabilì l'allora record NFL per la post-season correndo 2002 yard e Jack Youngblood e Bill Simpson ritornarono degli intercetti in touchdown, portando i Rams in vantaggio per 28-9 ai supplementari, andando poi a vincere 35-23 al Los Angeles Memorial Coliseum.
Nel corso di quel periodo, i Cardinals potevano contare su un attacco di alto livello e in particolare di una linea offensiva che vedeva la presenza di Dan Dierdorf, Conrad Dobler e Tom Banks. Diverse gare in quegli anni si mantennero equilibrate sino agli ultimi istanti, con spericolate rimonte e sconfitte sul filo di lana. La stampa e i tifosi iniziarono a soprannominare la squadra "Cardiac Cardinals". Tra le stelle della squadra negli anni settanta vi erano Wehrli, il wide receiver Mel Gray e i running back Terry Metcalf e Jim Otis.
Nel 1977 i Cardinals partirono lentamente ma vinsero 6 gare consecutive prima di perdere nel Giorno del Ringraziamento contro i Miami Dolphins, 55-14. La giornata da record del quarterback avversario Bob Griese diede il via a una serie di 12 sconfitte consecutive dei Cardinals (proseguita sino al 1978), una striscia che vide anche una sconfitta contro i Tampa Bay Buccaneers, ancora a secco di vittorie, diventando la prima squadra a perdere al Tampa Stadium. Coryell e diversi giocatori chiave, inclusi Dobler e Metcalf, lasciarono la franchigia dopo la stagione 1977.
Per la stagione 1978, Bidwill assunse Bud Wilkinson, famoso per avere costruito una dinastia nel football alla University of Oklahoma. Wilkinson però, che non aveva più allenato da quando aveva lasciato i Sooners dopo la stagione 1963, non riuscì a trasformare i Cardinals in una squadra competitiva. St. Louis iniziò la stagione 1978 con otto sconfitte consecutive e terminò con un bilancio di 6-10. Wilkinson fu licenziato in corso d'opera nel 1979 la squadra ferma su un record di 3-10 all'ultimo posto nella NFC East. Wilkinson fu liquidato da Bidwill per avere rifiutato di spostare in panchina il quarterback Jim Hart in favore del rookie Steve Pisarkiewicz. Larry Wilson, safety futuro membro della Pro Football Hall of Fame safety che militò 13 stagioni nella squadra, allenò per le ultime tre gare della stagione, concludendo sul 5-11.
I Cardinals sperimentarono diverse annate con scelte negative nel draft e scelte dello staff sbagliate sul finire del decennio, simbolizzate dalla scelta del kicker Steve Little nel primo, che rimase paralizzato durante un incidente automobilistico nel 1980, e l'assunzione di Wilkinson nel 1978. LA squadra subì anche una tragica perdita durante il training camp del 1979, in cui Cain morì di arresto cardiaco.

### Anni ottanta
Ad ogni modo, i Cardinals ebbero alcuni successi all'inizio degli anni ottanta, facendo registrare tre stagioni consecutive con record positivi dal 1982 al 1984. Il cuore della squadra era composto dal prolifico trio formato dal quarterback Neil Lomax, dal wide receiver Roy Green e dal running back Ottis Anderson. Annate di alto livello di Anderson non riuscirono a salvare il club da stagione negativi nel 1980 e 1981, terminate rispettivamente con bilanci di 5-11 e 7-9.
Nel 1982 i Cardinals si qualificarono per i playoff, allargati in quella stagione eccezionalmente a 16 squadre a causa di uno sciopero dei giocatori che permise di disputare solo 9 gare, dove persero per 41-16 coi Green Bay Packers. Nel 1983 la stagione terminò sull'8-7-1, incluse vittorie sui futuri campioni del Super Bowl, i Los Angeles Raiders, e gli altri finalisti della conference, i Seattle Seahawks.
I Cardinals giunsero alla vigilia dell'ultimo turno del 1984 con la possibilità di vincere la NFC East battendo i Redskins ma Neil O'Donoghue sbagliò il field goal della potenziale vittoria mentre il tempo andava esaurendosi e Washington la spuntò per 29-27, conquistando la division.
St. Louis vinse tre delle prime quattro gare nel 1985 ma concluse sul 5-11, portando all'addio dell'allenatore Jim Hanifan dopo sei stagioni. Hanifan avrebbe fatto ritorno a Saint Louis come allenatore della offensive line dei St. Louis Rams, vincitori del Super Bowl XXXIV.
Gene Stallings, ex allenatore della Texas A&M University e per lungo tempo assistente di Tom Landry ai Cowboys, sostituì Hanifan. I Cardinals terminarono 4-11-1 nel 1986 ma salirono a 7-8 a 1987, a una sola gara dai playoff, perdendo per 21-16 nell'ultimo turno contro i Cowboys.
La stagione 1987 è ricordata per una furiosa rimonta: in svantaggio per 28-3 contro i Buccaneers, nel quarto periodo la squadra segnò 28, andando a vincere per 31-28. Rimane la più grande rimonta nel quarto periodo della storia della NFL.
La complessiva mediocrità dei Cardinals, assieme ad uno stadio antiquato, fecero cadere a picco l'affluenza di pubblico e ancora una volta i Bidwill decisero di trasferirsi: Baltimora, Phoenix e Jacksonville erano le candidate. Nonostante tutto, i tifosi dei Cardinals non erano entusiasti di perdere la loro squadra e Bill Bidwill, temendo per la sua sicurezza, si tenne lontano da diverse gare interne nel 1987. L'ultima gara casalinga si tenne il 13 dicembre 1987 (una vittoria per 27-24 sui New York Giants di fronte a 29.623 tifosi in un tardo pomeriggio di domenica).

## Arizona Cardinals

### Primi anni: 1988-1989
Poco dopo la stagione 1987, Charles Bidwill acconsentì a spostare i Cardinals nell'area di Phoenix con una stretta di mano con lo Stato e i dirigenti locali, facendo diventare la squadra "Phoenix Cardinals". Sfortunatamente, l'allora crisi dei risparmi e dei mutui bloccò i tentativi per finanziare un nuovo stadio, costringendo i Cardinals a giocare nello stadio della Arizona State University, il Sun Devil Stadium di Tempe.

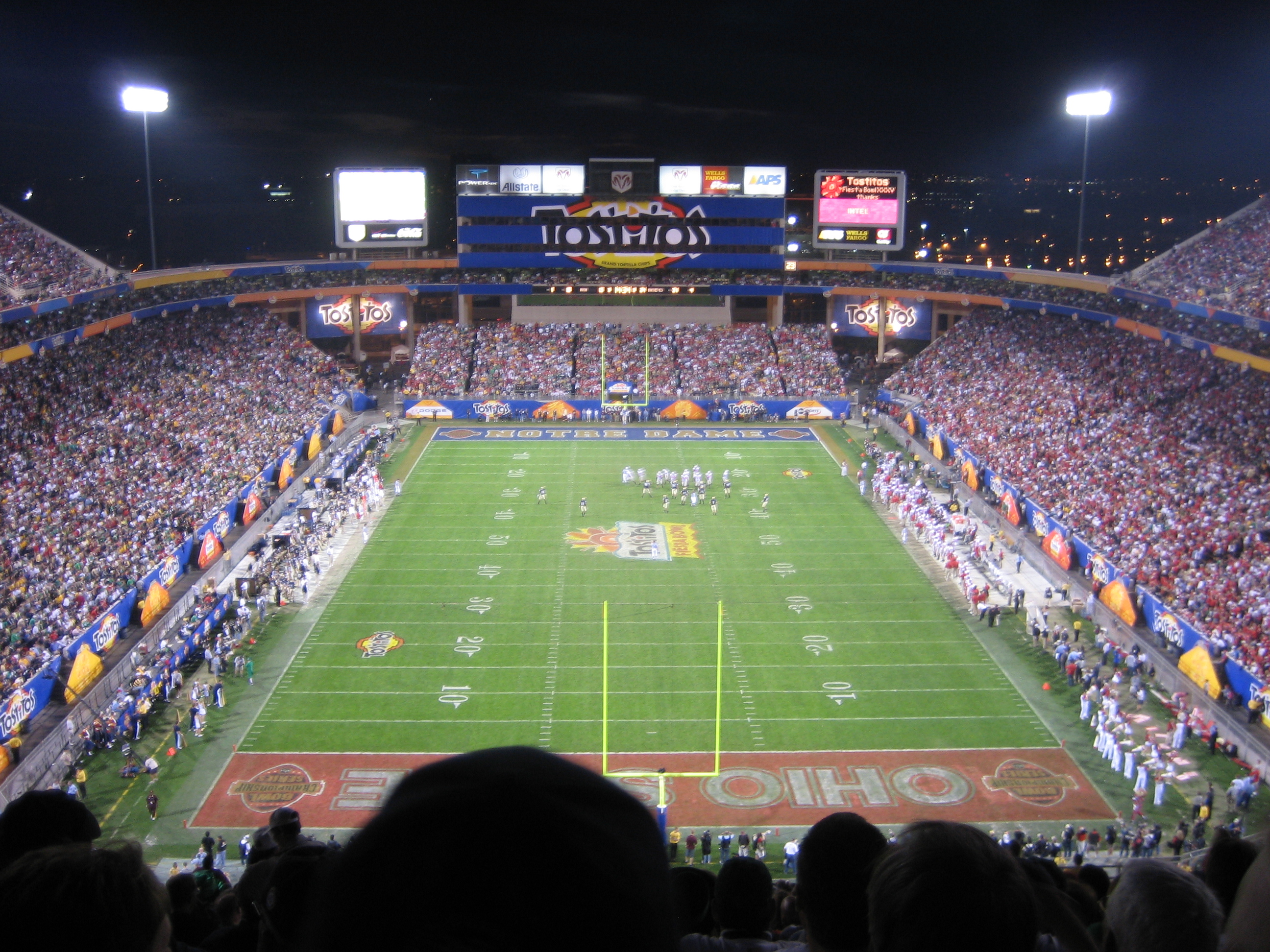
I Cardinals giocarono al Sun Devil Stadium dal 1998 al 2005.

Nel marzo 1994 Bill Bidwill avrebbe rinominato la squadra Arizona Cardinals, assecondando le preferenze dei tifosi (Bidwill si era opposto fino ad allora al nome "Arizona Cardinals" a causa della tradizione della NFL di identificare le squadre con i nomi della città, anche se Minnesota Vikings e New England Patriots erano due eccezioni presenti da lungo tempo e i Carolina Panthers avrebbero iniziato a giocare l'anno successivo). Il resto dei proprietari delle franchigie della NFL approvò presto il cambiamento.
I Cardinals trascorsero la maggior parte del loro primo decennio in Arizona nell'anonimato. Questo fu dovuto in parte alla loro situazione geografica, poiché essendo rimasti nella NFC East division, dovettero sobbarcarsi alcuni dei viaggi più lunghi della lega. La presenza di pubblico era di poco meno di 35.000 spettatori in uno stadio da 73.000 posti, apparendo raramente nelle televisioni locali. Arizona e Nuovo Messico erano tradizionalmente un mercato dei Cowboys e quella squadra rimase molto più popolare in quell'area. Bidwill fu anche criticato per lo scarso budget messo a disposizione della squadra. Molto spesso, le prime scelte nei draft della squadra di quegli anni, lasciarono dopo poco la franchigia e godettero di grandi successi una volta andatisene.
Gene Stallings rimase l'allenatore della squadra dopo il trasferimento da Saint Louis nel deserto. I Cardinals persero due gare equilibrate nelle prime due gare ma batterono i Cincinnati Bengals futuri vincitori della AFC e i Dallas Cowboys, vincendo sette delle successive nove gare e portandosi su un record di 7-4. La più memorabile di quelle vittorie giunse contro i San Francisco 49ers, con Phoenix che rimontò uno svantaggio di 23-0 andando a vincere per 24-23. La squadra perse però le ultime cinque partite, incluse due coi Philadelphia Eagles, vincitori della division. Stallings annunciò l'intenzione di lasciare dopo la stagione 1989 ma Bidwill e il general manager Larry Wilson gli ordinarono di andarsene immediatamente e assunsero al suo posto Hank Kuhlmann come allenatore ad interim. I Cardinals ripeterono il finale della stagione 1988, perdendo tutte le ultime cinque gare col capo allenatore. Stallings fece ritorno al college football, guidando gli Alabama Crimson Tide alla vittoria del campionato NCAA del 1992.

### L'era Bugel: 1990–93
Joe Bugel, ex allenatore della linea offensiva dei Redskins negli anni ottanta, allenò i Cardinals dal 1990 al 1993, finendo sempre ultimi nella competitiva NFC East, che produsse i vincitori del Super Bowl in ognuna di quelle stagioni (Giants nel novanta, Redskins '91, Cowboys '92-93). Le prime tre stagioni di Bugel finirono con bilanci di 5-11 nel 1990 e 4-12 sia nel 1991 che nel 1992 prima di migliorare a 7-9 nel 1993. Durante la stagione 1993, i Cardinals segnarono 57 punti in più dei loro avversari, ma subirono otto sconfitte per meno di sette punti, cinque delle quali con squadre che avrebbero raggiunto i playoff. Una striscia di tre vittorie consecutive nel finale di stagione, incluso un trionfale 17-6 sui Giants, non furono abbastanza per salvare il lavoro di Bugel.

### L'era di Ryan: 1994-1995
Buddy Ryan sostituì Bugel nel 1994, operando sia come general manager che come capo allenatore, ma durando solamente due stagioni. Questi garantì la vittoria nella settimana 3 della stagione 1994 contro i Cleveland Browns, con Cleveland che finì per vincere 32-0. I Cardinals, che possedevano la terza migliore difesa della lega nel 1994 ma soffrivano di un'alternativa affidabile nel ruolo di quarterback, arrivarono all'ultima gara della stagione ancora in corsa per un posto nei playoff, ma una sconfitta per 10-6 contro gli Atlanta Falcons pose fine a quelle speranze, terminando con un bilancio di 8-8.
La stagione 1995 vide la squadra scendere a un record di 4-12, inclusa una imbarazzante sconfitta per 27-7 contro i neo-arrivati Carolina Panthers. L'epoca di Ryan si chiuse il 26 dicembre, meno di 24 ore dalla sconfitta dei Cardinals per 37-13 coi Cowboys nel Monday Night Football. Dallas fece ritorno al Sun Devil Stadium 34 giorni dopo battendo i Pittsburgh Steelers nel Super Bowl XXX.

### L'era Tobin: 1996-2000

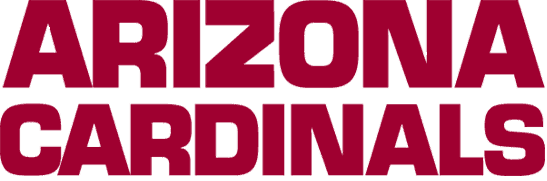
Il logo utilizzato dal 1994 al 2004.

#### 1996
Ryan fu sostituito da Vince Tobin, che portò la squadra a migliorare con un record di 7-9 nel 1996, guidata dal defensive end Simeon Rice, terza scelta assoluta del draft e premiato come rookie difensivo dell'anno e da un ringiovanito Boomer Esiason come quarterback. Esiason lanciò 522 yard nella vittoria ai supplementari sui Redskins e due settimane dopo guidò una rimonta vincente nel quarto periodo contro gli Eagles. La stagione 1996 vide anche una prestazione particolarmente negativa: una sconfitta in casa per 31-21 contro i New York Jets, in quella che fu l'unica vittoria dell'anno della franchigia avversaria.

#### 1997
I Cardinals scesero a un record di 4-12 nel 1997 ma quella stagione vide l'esordio del quarterback rookie Jake Plummer, che in precedenza aveva guidato Arizona State a un record di 11-0 nella stagione regolare prima di perdere in finale del campionato NCAA contro Ohio State al Rose Bowl. Il punto più alto della stagione fu una vittoria 25-22 ai supplementari contro i Cowboys nella settimana 2, ponendo fine a una striscia di 13 vittorie consecutive di Dallas contro i Cardinals che risaliva al 1990. Il momento positivo generato dalla vittoria sui Cowboys fu però annullato dalle sconfitte nelle due gare successive, contro i Redskins 19-13 ai supplementari e contro i Buccaneers 18-17.

#### 1998: ritorno ai playoff
Nella stagione 1998, Jake Plummer ebbe la sua annata di maggiore successo durante la sua permanenza nella franchigia, quantomeno in termini di vittorie, dal momento che il suo passer rating fu un poco esaltante 75,0. La squadra durante quel periodo si riguadagnò il soprannome di Cardiac Cards dai media locali e nazionali, dal momento che otto delle sedici gare del loro campionato furono decise per tre punti o meno, sette delle quali terminarono in favore dei Cardinals. Cementando il loro status di squadra da battere nei minuti finali, i Cardinals, con un record di 6-7 prima della settimana 15, sconfissero i Philadelphia Eagles ai tempi supplementari con un field goal di Chris Jacke, poi tornarono in casa battendo i New Orleans Saints di due punti e i San Diego Chargers di tre punti, centrando una wild card per i playoff.
Le vittorie risicate e il fatto che nessuna delle squadre battute aveva un bilancio positivo (New Orleans era la migliore del gruppo con un record di 6-10; San Diego era 5-11 e Philadelphia 3-13) li rese pesantemente sfavoriti nelle turno delle Wild Card dei playoff contro i Dallas Cowboys. Considerate le due sconfitte stagionali coi Cowboys e il fatto che Arizona aveva perso 16 delle ultime 17 gare contro i loro rivali di division, incluse nove consecutive al Texas Stadium, Dallas sembrava avere la storia e un'ampia evidenza statistica in suo favore. Inoltre, i Cardinals non avevano più vinto una sola gara di playoff dal loro campionato vinto nel 1947, la più lunga striscia negativa attiva negli sport professionistici americani.
I Cardinals vinsero tuttavia la partita 20-7 e la gara fu molto meno equilibrata di quanto disse il punteggio finale, dal momento che dominarono i Cowboys dall'inizio alla fine. Al termine del primo tempo la squadra era in vantaggio 10-0, salendo a 20-0 negli ultimi minuti del quarto periodo. I Cowboys segnarono il loro unico touchdown nel finale del quarto periodo, ma i Cardinals mantennero la partita in pugno. La franchigia, che soffriva da 51 anni di sconfitte, finalmente ottenne una vittoria ai playoff. Nel turno successivo, i Cardinals persero nel divisional round contro i Minnesota Vikings che arrivavano da un record di 15-1 e avevano terminato col miglior attacco della storia della lega all'epoca.

#### 1999
Dopo la stagione da playoff del 1998, i Cardinals erano attesi a risultati ancora migliori nel 1999, ma un calendario impegnativo e gli infortunati li fecero iniziare con un record di 2–6. Successivamente, i Cards vinsero 4 gare consecutive tornando in corsa per i playoff ma ed esse seguirono 4 sconfitte consecutive e la franchigia terminò con un deludente bilancio di 6-10.

### L'era McGinnis: 2000–2003

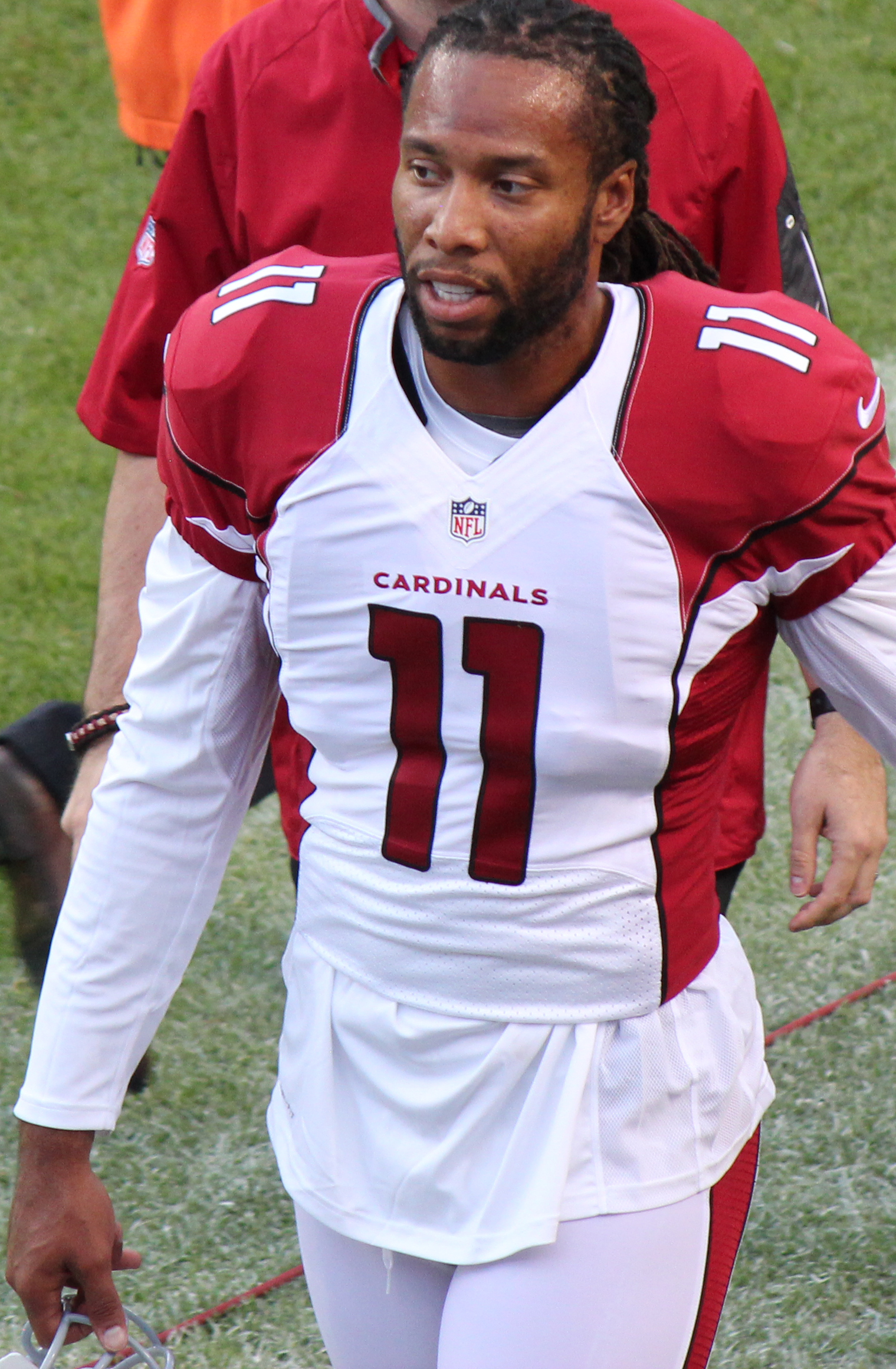
Il ricevitore Larry Fitzgerald, scelto come terzo assoluto nel Draft 2004

Tobin fu licenziato nel corso della stagione 2000 e sostituito con l'ex coordinatore difensivo Dave McGinnis, che sarebbe rimasto il capo-allenatore fino al suo licenziamento nel 2003; McGinnis ebbe un record complessivo di 17-40 durante la sua permanenza. Nella sua seconda gara come allenatore, Aeneas Williams pareggiò il record NFL ritornando un fumble per 104 yard in touchdown nella vittoria 16–15 sui Redskins. Altre vittorie degne di nota sotto la direzione McGinnis inclusero un 34–31 ai supplementari sugli Oakland Raiders nel 2001 nella prima visita della storia dei Cardinals a Oakland e un 18-17 nell'ultima gara della stagione 2003 sui Minnesota Vikings, in cui Josh McCown passò il touchdown vincente per Nate Poole mentre non era rimasto tempo sull'orologio, eliminando i Vikings dai playoff.
I Cardinals non vinsero mai più di sette gare tra le stagioni 1999 e 2006 ed ebbero la minor presenza di pubblico di tutta la NFL. Il Sun Devil Stadium, durante il suo periodo come stadio dei Cardinals, si guadagnò la reputazione di essere uno degli stadi meno caldi della NFL (il che era sorprendente data la reputazione opposta durante le gare della Arizona State University).
Nel 2002, con l'arrivo nella NFL degli Houston Texans si riorganizzò in otto division da quattro squadre ciascuna. I Cardinals furono inseriti nella NFC West con 49ers, Seahawks e Rams, il che ebbe molto più senso dal punto di vista geografico.

### L'era Green: 2004-2006

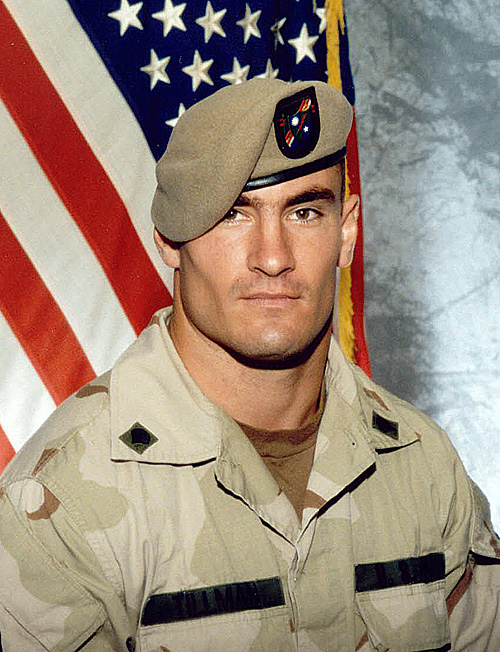
Pat Tillman, ex safety della squadra, morto in Afghanistan dopo aver abbandonato il football professionistico.

Nel 2004 i Cardinals assunsero l'ex allenatore dei Vikings Dennis Green come nuovo capo-allenatore. Prima della sua firma coi Cardinals, questi aveva compilato un record di 97-62 in dieci stagioni con Minnesota (1992–2001), guidando la squadra a quattro titoli della NFC Central Division e a due finali della NFC. I Cardinals tuttavia continuarono ad avere delle stagioni mediocri, terminando 6-10 nel 2004 e 5-11 nel 2005, le ultime due stagioni della squadra al Sun Devil Stadium.
Una tragedia colpì la squadra il 22 aprile 2004 quando l'ex safety Pat Tillman, un popolare giocatore che era stato un All-American ad Arizona State, fu ucciso in Afghanistan mentre stava servendo per l'Esercito degli Stati Uniti. Tillman aveva lasciato il football professionistico dopo la stagione 2001 per divenire un militare dopo gli Attacchi dell'11 settembre. Tillman divenne il primo giocatore della NFL a perdere la vita in guerra dall'offensive tackle dei Buffalo Bills Bob Kalsu, morto nel 1970 durante la Guerra del Vietnam. La maglia numero 40 di Tillman fu ritirata dalla squadra nella prima gara casalinga della stagione.
All'inizio della stagione 2005, i Cardinals firmarono il quarterback Kurt Warner con un contratto annuale del valore di 4 milioni di dollari, estendendolo successivamente a una durante a sei anni. Warner si ritirò il 29 gennaio 2010. Matt Leinart fu scelto come decimo assoluto nel Draft NFL 2006. Dopo quattro stagioni, Leinart fu svincolato il 4 settembre 2010, firmando un contratto annuale con gli Houston Texans due giorni dopo.

#### 2006: il nuovo stadio
Nel 2000 gli elettori della Contea di Maricopa approvarono al 51% contro 49% il finanziamento per un nuovo stadio dei Cardinals. Dopo alcuni ostacoli legali, i Cardinals iniziarono la costruzione della nuova struttura nell'aprile del 2003 a Glendale, nella periferia ad ovest di Phoenix. Lo University of Phoenix Stadium fu costruito con una copertura retraibile e una superficie di erba mobile, ideale per le calde condizioni climatiche del deserto; il nuovo stadio ebbe anche un impianto di condizionamento allo stato dell'arte.

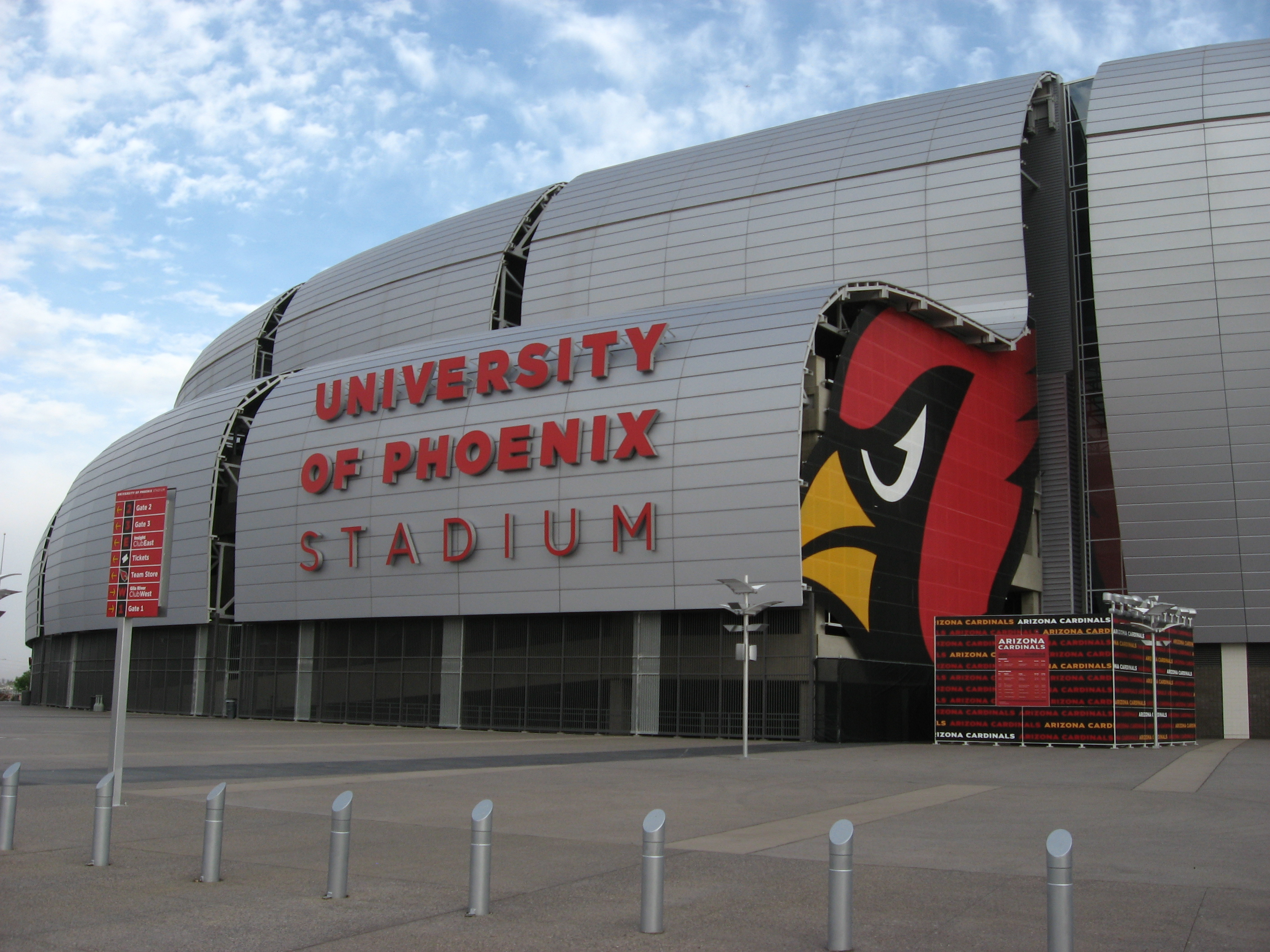
Lo University of Phoenix Stadium, casa dei Cardinals dal 2006.

Per diverso tempo, molti dirigenti della squadra avevano dato al Sun Devil Stadium le colpe per i risultati negativi dei Cardinals. Essendo solamente degli affittuari, ai Cardinals erano negate entrate date per assodate alle altre squadre della NFL.
Lo stadio da 63.500 posti (espandibili a 72.800) aprì il 12 agosto 2006 quando i Cardinals batterono i Pittsburgh Steelers, 21-13, in una gara di pre-stagione. La prima gara ufficiale fu una vittoria contro i San Francisco 49ers davanti a una folla di 63.407 persone. Nel febbraio 2008, lo stadio ospitò il Super Bowl XLII.
Malgrado il nuovo stadio, la squadra iniziò la stagione 2006 con un record di 1-8, culminato con una sconfitta 24-23 contro i Chicago Bears il 16 ottobre, con Arizona che sprecò un vantaggio di 20 punti in una gara dominata in lungo e in largo e con l'allenatore Green che esplose nella conferenza stampa successiva. Dopo la gara contro i Bears, Green licenziò il suo coordinatore offensivo, Keith Rowen. La settimana successiva la squadra perse contro i Raiders che erano ancora senza vittorie, una delle uniche due vittorie della franchigia di Oakland nel 2006.

### L'era Whisenhunt: 2007–2012
Il 1º gennaio 2007, dopo una stagione terminata con un bilancio di 5-11, i Cardinals annunciarono il licenziamento di Green. Dopo un breve periodo di speculazioni, il coordinatore offensivo dei Pittsburgh Steelers Ken Whisenhunt fu nominato capo-allenatore dei Cardinals per la stagione 2007
Nel primo giro del Draft NFL 2007, i Cardinals selezionarono l'offensive tackle Levi Brown da Penn State come quinto assoluto. La squadra terminò la stagione con un bilancio di 8-8, solamente la sua terza stagione con un record non negativo dal trasferimento in Arizona.

#### 2008: la stagione del Super Bowl
I Cardinals iniziarono la stagione 2008 perdendo tre delle loro prime quattro gare, inclusa una sconfitta 56-35 contro i New York Jets in cui il quarterback avversario Brett Favre passò sei touchdown e il ricevitore di Arizona Anquan Boldin si fratturò il setto nasale e subì una commozione cerebrale in una collisione casco-contro-casco col cornerback dei Jets Eric Smith. Arizona si riprese vincendo cinque delle successive sei gare salendo a record di 7-3, ma perse due gare nell'arco di cinque giorni a fine novembre contro Giants e Eagles. Il 7 dicembre, Arizona si assicurò la vittoria della NFC West Division con una vittoria 34-10 in casa contro i St. Louis Rams, assicurandosi la prima partecipazione ai playoff dal 1998 e il primo titolo di division da 1975. Inoltre i Cardinals avrebbero ospitato almeno una gara di playoff per la seconda volta nella storia (malgrado due titoli di division vinti durante il periodo a Saint Louis la squadra non aveva mai giocato una gara di playoff in casa).

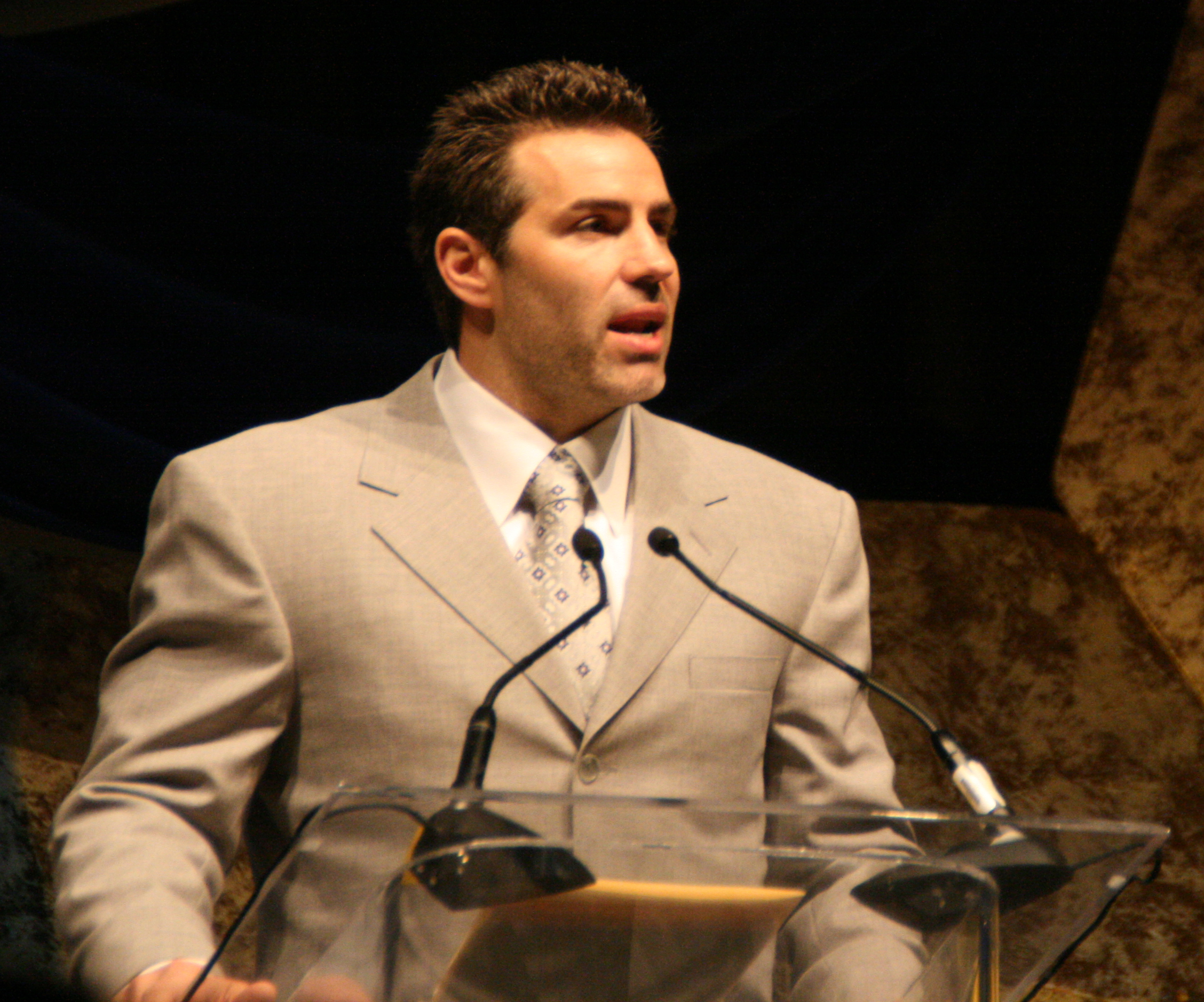
Kurt Warner guidò i Cardinals a disputare il primo Super Bowl della loro storia.

I Cardinals seguirono la vittoria del titolo di division con due prestazioni negative, perdendo in casa 35-14 coi Minnesota Vikingse poi perdendo 47-7 contro i New England Patriots in un Gillette Stadium innevato. I Cardinals in seguito batterono i Seattle Seahawks in casa terminando la loro prima stagione con un record vincente dal 1998.
Nei playoff, il 3 gennaio 2009, il quarterback Kurt Warner guidò i Cardinals alla vittoria del primo turno per 30-24 sugli Atlanta Falcons, la prima vittoria casalinga nei playoff da 63 anni. Il 10 gennaio, i Cardinals sconfissero i Carolina Panthers in trasferta per 33 a 13. Il 18 gennaio i Cardinals sconfissero anche i Philadelphia Eagles con 4 passaggi da touchdown di Warner. Gli Arizona Cardinals conquistarono così la partecipazione al suo primo Super Bowl, mentre Warner divenne il secondo quarterback (dopo Craig Morton nel 1970 con Dallas Cowboys e 1977 con Denver Broncos) a giocare come titolare un Super Bowl con due squadre diverse.
Il 1º febbraio 2008 i Cardinals furono sconfitti solo negli ultimi minuti di gara dell'Super Bowl XLIII dai Pittsburgh Steelers per 27 a 23, nonostante una grande prestazione del loro quarterback che lanciò per 377 yard (seconda prestazione di sempre al Super Bowl) e un 72,1% di passaggi completi, per un rating di 112,3.

#### 2009
La stagione 2009 dei Cardinals partì come grandi aspettative da parte dei tifosi. La squadra scelse Chris "Beanie" Wells come 31º assoluto nel Draft per migliorare il suo gioco sulle corse dopo l'addio di Edgerrin James. La stagione iniziò con una frustrante sconfitta contro i San Francisco 49ers, cui seguì una vittoria sui Jacksonville Jaguars e un'imbarazzante sconfitta in casa contro gli Indianapolis Colts. La squadra si riprese bene però dopo il turno di pausa vincendo sei delle ultime sette partite. Nel corso della partita contro i Rams della settimana 11, Kurt Warner subì una commozione cerebrale che lo forzò a perdere la gara della settimana successiva contro i Tennessee Titans. Matt Leinart prese il suo posto come titolare nella sconfitta 20-17. Dopo il ritorno di Warner, i Cardinals ospitarono e batterono Minnesota con un ottimo 30-17. Dopo di ciò, San Francisco li batté ancora per 24-9 nel Monday Night.
Con una vittoria contro i Detroit Lions e la contemporanea sconfitta di San Francisco contro i Philadelphia Eagles, i Cardinals si assicurarono il secondo titolo di division consecutivo il 20 dicembre 2009. La squadra terminò con un record di 10-6, il migliore dal suo trasferimento in Arizona.
Il 10 gennaio 2010 i Cardinals erano dati per sfavoriti di due punti e mezzo contro i Green Bay Packers, ma riuscirono comunque a vincere per 51 a 45 nei supplementari nella gara di playoff col punteggio più alto della storia. La squadra si qualificò così per il turno successivo in casa dei New Orleans Saints, dove fu sconfitta in un match a senso unico. Pochi giorni dopo, Kurt Warner annunciò il proprio ritiro.

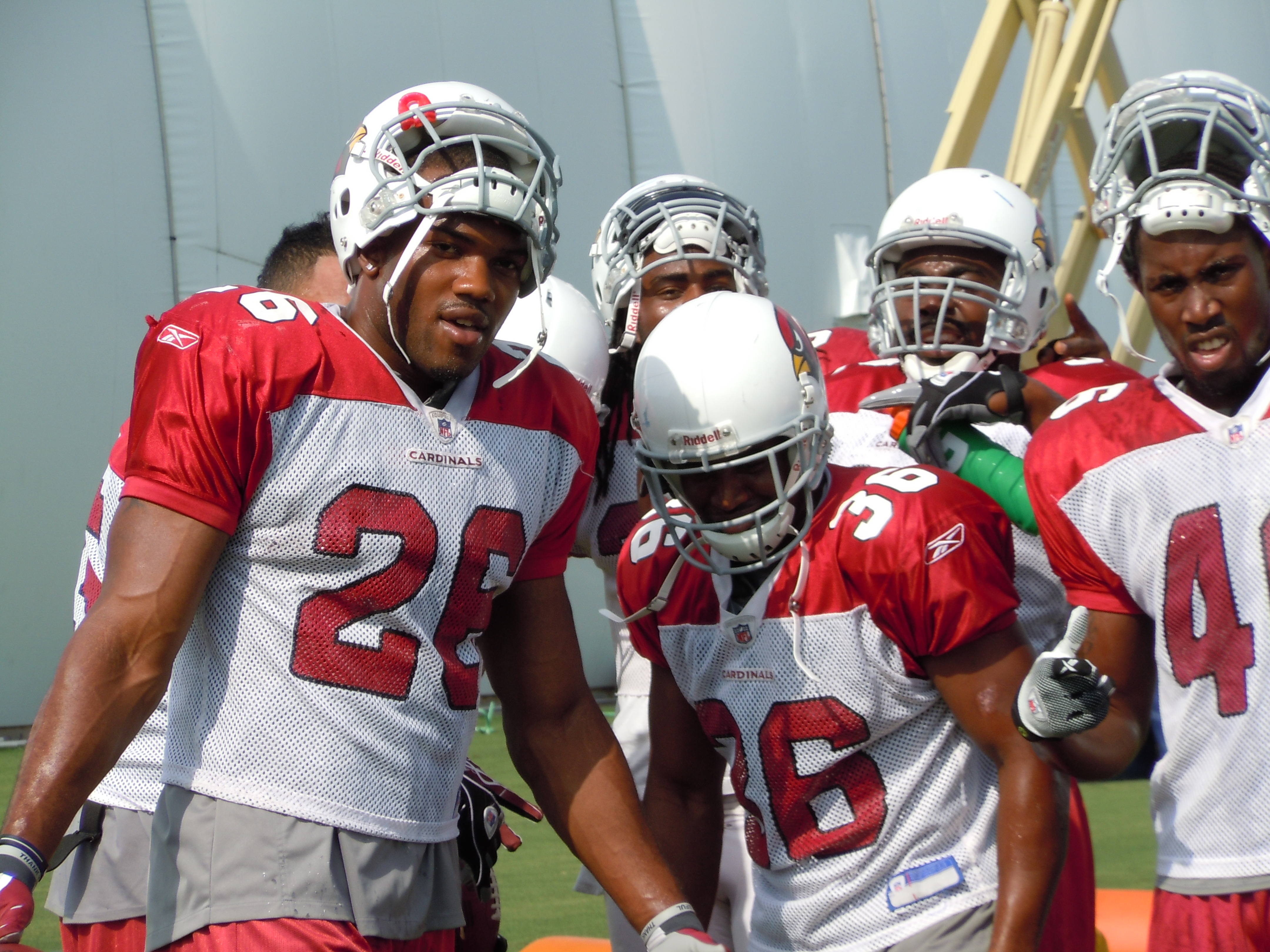
I running back dei Cardinals nel 2010.

#### 2010

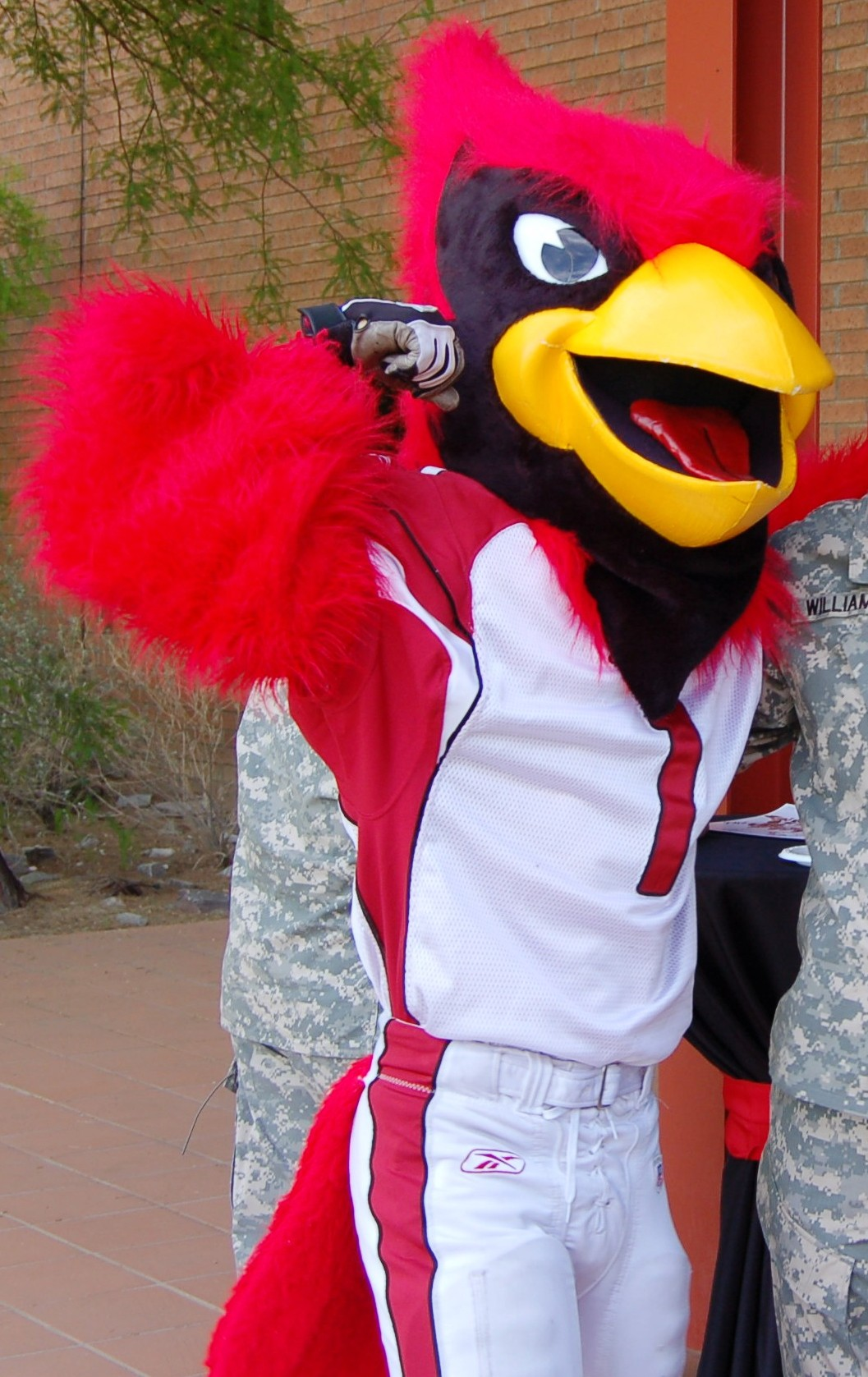
Big Red, la mascotte dei Cardinals.

Dopo il ritiro di Warner, Matt Leinart era generalmente ritenuto il suo successore ma fu svincolato alla fine della pre-stagione. Questo lasciò la squadra con come quarterback l'ex Browns Derek Anderson e due rookie come riserva. Dopo aver vinto contro i Rams una gara equilibrata nella settimana 1, la squadra subì un brutto 41-7 ad Atlanta prima di battere Oakland 24-23 nella prima gara casalinga. Un'altra netta sconfitta contro San Diego portò a spostare in panchina Derek Anderson in favore del rookie Max Hall. La settimana seguente giunse una vittoria 30-20 sui Saints campioni in carica. Dopo la settimana di pausa, i Cardinals implosero perdendo sette gare consecutive, prima di battere 3-9 Denver nella settimana 14. Le loro speranze di playoff svanirono con una sconfitta 19-12 contro i debolissimi Panthers.

#### 2011
Arizona scelse nel draft come quarto assoluto il cornerback Patrick Peterson e come quarterback ottenne Kevin Kolb in uno scambio con gli Eagles. Nella prima gara dell'anno la squadra vinse contro Carolina ma perse le tre successive. Nella settimana 8, Kolb si infortunò nella gara contro i Baltimore Ravens, venendo sostituito nelle sfide successive dal quarterback al secondo anno John Skelton. Questi guidò la squadra a due vittorie consecutive ma perse nella settimana 12 contro i 49ers giocando una brutta prestazione. Kolb tornò titolare nella settimana 13 contro i Cowboys, guidando la squadra alla vittoria nei supplementari con un passaggio da touchdown da 52 yard per LaRod Stephens-Howling. La settimana seguente Kolb subì una commozione cerebrale e Skelton rimase titolare per tutto il resto della stagione, conclusa con un record di 8-8 malgrado un inizio con un bilancio di 1-6. Nel 2011 il rookie Peterson pareggiò il record NFL segnando 4 touchdown su ritorni da punt.

#### 2012
Dopo l'ottimo finale di stagione 2011 di Skelton, questi fu nominato titolare per la prima gara della stagione contro i Seahawks. Questi però si infortunò e Kolb uscì dalla panchina guidando il drive della vittoria. Kolb partì come titolare nella settimana 2 e la squadra ottenne una sorprendente vittoria in trasferta contro i New England Patriots. Kolb giocò bene e fu confermato titolare anche col ritorno di Skelton, guidando la squadra a vincere tutte le prime quattro gare. Kolb si infortunò però contro i Buffalo Bills e perse tutto il resto della stagione. I Cardinals subirono nove sconfitte consecutive, incluso un imbarazzate 58-0 contro i Seattle Seahawks al CenturyLink Field. Skelton alla fine fu sostituito dal rookie Ryan Lindley nella sconfitta contro gli Atlanta Falcons, ma tornò titolare dopo le difficoltà di Lindley. La squadra terminò la stagione con un record di 5-11 all'ultimo posto nella division, cambiando ben quattro cornerback titolari. A fine anno, Whisenhunt fu licenziato.

### L'era di Bruce Arians: 2013-presente

#### 2013
Il 17 gennaio 2013, i Cardinals assunsero l'ex allenatore ad interim dei Colts Bruce Arians, fresco vincitore del titolo di allenatore dell'anno. Nel Draft scelsero come settimo assoluto l'offensive guard Jonathan Cooper che però si infortunò nella pre-stagione, perdendo tutta l'annata. Come nuovo quarterback titolare la franchigia scelse l'ex Bengals e Raiders Carson Palmer, che debuttò con una sconfitta nella prima gara della stagione contro i Rams. La prima vittoria giunse la settimana successiva in rimonta contro i Lions. Malgrado un record di 10-6 al termine della stagione regolare, i Cardinals non riuscirono ad entrare nei playoff, penalizzati dal trovarsi nella division e nella conference più competitive quell'anno (i San Diego Chargers arrivarono ai playoff con un record di 9-7 nella AFC).

#### 2014

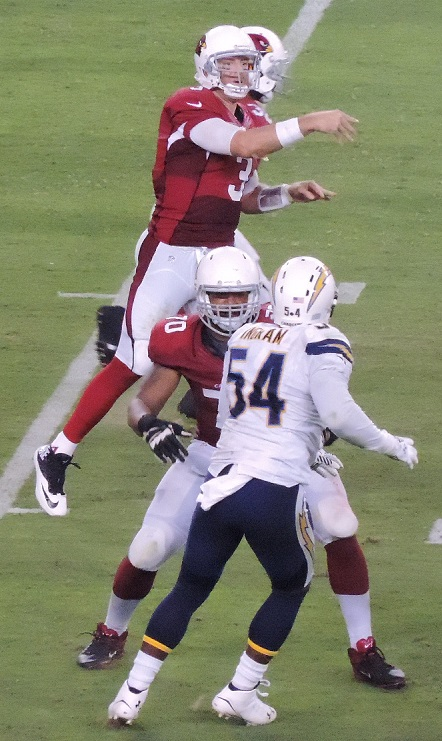
Carson Palmer nella prima gara del 2014.

Dopo una vittoria in rimonta nella settimana 1 contro i Chargers culminata col passaggio da touchdown del sorpasso a due minuti e mezzo dal termine da Palmer a John Brown, la settimana successiva il quarterback si infortunò alla spalla, venendo sostituito da Drew Stanton per tutto il successivo mese di gioco, il quale guidò Arizona ad altre due vittorie prima di una sconfitta coi Broncos. Palmer tornò titolare nella settimana 6 in cui guidò la squadra alla vittoria contro Washington. Seguirono altre tre vittorie altre due vittorie, contro i Raiders e contro due tra le migliori squadre della conference in quel momento, gli Eagles e i Cowboys. Arizona salì così a un record di 7-1, il migliore in solitaria della NFC per la prima volta dal 1974.
Il 9 novembre, due giorni dopo avere firmato rinnovo contrattuale triennale del valore di 50 milioni di dollari, Palmer si ruppe il legamento crociato anteriore contro i Rams, costringendolo a perdere tutto il resto della promettente stagione del club. Il subentrato Stanton riuscì comunque a portare Arizona alla vittoria in rimonta contro St. Louis. La settimana successiva, nello scontro coi Lions tra le due squadre col miglior record della NFC, Stanton passò due touchdown a Michael Floyd nei primi due possessi di Arizona e ciò fu sufficiente per vincere e salire a un record di 9-1, la miglior partenza della franchigia dal 1948, anno del suo ultimo titolo.
Dopo due sconfitte contro i Seahawks campioni in carica e i Falcons, Arizona tornò alla vittoria nel quattordicesimo turno contro i Chiefs. Quattro giorni dopo, batté i Rams nella gara del giovedì notte ma Stanton dovette uscire anzitempo a causa di un infortunio al ginocchio, non facendo più ritorno in campo per tutto il resto della stagione. I Cardinals giocarono le ultime due gare della stagione regolare con il loro terzo quarterback, Ryan Lindley, perdendole entrambe contro Seahawks e 49ers.

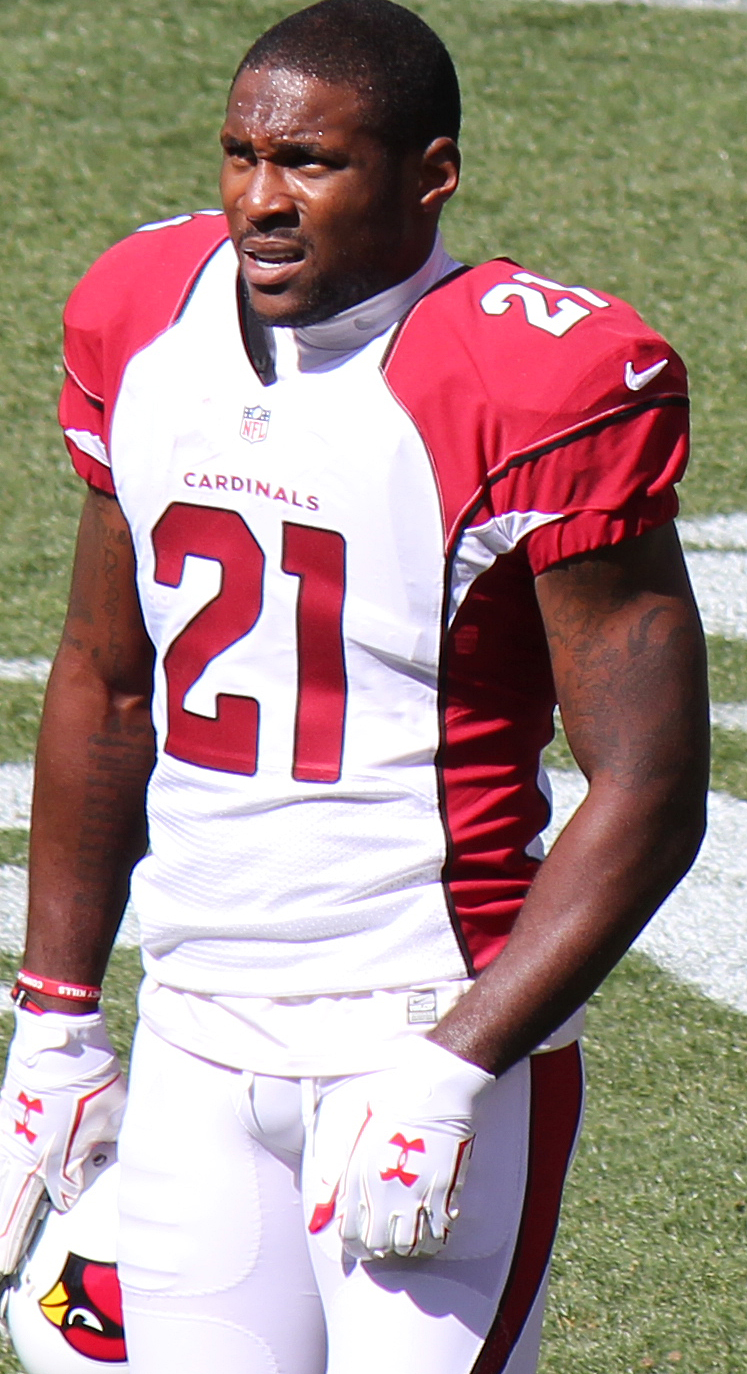
Il cornerback Patrick Peterson

Malgrado le defezioni dei propri quarterback, i Cardinals terminarono con un record di 11-5, secondi nella division e al quinto posto nel tabellone dei playoff della NFC. Bruce Arians fu premiato per la seconda volta in carriera come allenatore dell'anno. Il 3 gennaio 2015, con Lindley come titolare, Arizona fu eliminata nel primo turno di playoff dai Panthers, facendo registrare il minimo della storia della lega per yard guadagnate in attacco nella post-season, 77.

#### 2015
Nel 2015 i Cardinals conquistarono il loro primo titolo di division dal 2009, vincendo un record di franchigia di 13 partite. Inoltre ebbero la possibilità di qualificarsi direttamente al secondo turno di playoff per la prima volta nella loro storia. Sette giocatori furono convocati per il Pro Bowl, Justin Bethel, Calais Campbell, Larry Fitzgerald, Mike Iupati, Tyrann Mathieu, Carson Palmer e Patrick Peterson.
Con secondo record della NFC, Arizona batté i Green Bay Packers (numero 5 del tabellone) 26–20 ai tempi supplementari nel divisional round, in quella che per il quarterback Palmer fu la prima vittoria in carriera nei playoff. La stagione si chiuse la settimana successiva quando la squadra fu spazzata via dai Carolina Panthers nella finale della NFC con un punteggio di 49–15, in una gara in cui i Cardinals persero sette palloni, il peggior risultato in una finale di conference dal 1978.

#### 2016
Dopo i risultati della stagione 2015, i Cardinals erano considerati una delle favorite per raggiungere il Super Bowl nel 2016. Tuttavia, la squadra ebbe una partenza negativa, perdendo tre delle prime quattro gare. Il 23 ottobre, Arizona pareggiò la sua prima partita dal 1986, un 6-6 contro i Seahawks che fu la partita finita ai supplementari col più basso punteggio dal 1974. Dopo una sconfitta contro i New Orleans Saints nel turno 15, i Cardinals furono eliminati matematicamente dalla caccia ai playoff. Malgrado l'avere vinto le ultime due partite, il club terminò con un record negativo di 7–8–1. Tra le note più positive della stagione, vi fu la definitiva esplosione di David Johnson, running back al secondo anno che si impose come uno dei migliori della lega nel suo ruolo.

#### 2017
L’ultima stagione di Bruce Arians come head coach si concluse con un record di 8-8, segnato da infortuni chiave, tra cui quello del quarterback Carson Palmer. I Cardinals rimasero competitivi ma non riuscirono a raggiungere i playoff. A fine stagione, Arians annunciò il suo ritiro e il team si trovò a dover ripartire con un nuovo allenatore.

#### 2018
Con Steve Wilks come nuovo head coach, la stagione fu un disastro. I Cardinals chiusero con un record di 3-13, il peggiore della franchigia dal 2000. Il rookie Josh Rosen, scelto al primo giro del draft, faticò a imporsi, e l’attacco risultò tra i peggiori della NFL. A fine anno, Wilks fu licenziato dopo una sola stagione.

#### 2019
Arizona affidò la squadra a Kliff Kingsbury e scelse Kyler Murray come prima scelta assoluta al draft. Con il giovane quarterback, l’attacco mostrò segnali di crescita, anche se il record finale di 5-10-1 non permise di puntare ai playoff. Tuttavia, Murray vinse il premio di Rookie Offensivo dell’Anno, dando speranza per il futuro.

#### 2020
L’arrivo del wide receiver DeAndre Hopkins diede un impulso all’attacco, e i Cardinals iniziarono bene la stagione, arrivando a 6-3. Tuttavia, un crollo nella seconda metà li portò a chiudere con 8-8, mancando i playoff per un soffio. Kyler Murray fece passi avanti, ma la difesa mostrò ancora troppe lacune.

#### 2021
Dopo un avvio straordinario (7-0), i Cardinals sembravano candidati al titolo. Tuttavia, un crollo nella seconda parte della stagione (4-6 nelle ultime dieci partite) li fece chiudere con 11-6. Qualificatisi ai playoff, furono eliminati pesantemente dai Los Angeles Rams (34-11) nel Wild Card Round. Il finale deludente sollevò dubbi sulla gestione di Kingsbury.

#### 2022
La stagione fu disastrosa: infortuni a Murray e Hopkins, scelte tattiche discutibili e problemi difensivi portarono i Cardinals a un record di 4-13. Kingsbury fu licenziato e il GM Steve Keim si dimise. L’anno segnò la fine di un ciclo e l’inizio di una nuova ricostruzione.

#### 2023
Con il nuovo head coach Jonathan Gannon, i Cardinals iniziarono un difficile processo di ricostruzione. Kyler Murray saltò parte della stagione per infortunio, e la squadra concluse con un altro 4-13, mostrando però alcuni segnali positivi per il futuro, grazie all’esplosione del rookie Paris Johnson Jr. in linea offensiva.

#### 2024
Pur non essendo ancora competitivi per i playoff, i Cardinals hanno mostrato progressi, chiudendo con 8-9. Kyler Murray è tornato a pieno regime e il team è sembrato più solido rispetto alle ultime stagioni. Nonostante qualche difficoltà, la stagione è stata un passo avanti nella ricostruzione.